# César Bertrand
César Bertrand Caumont (Buenos Aires, 19 de enero de 1934-Buenos Aires, 11 de enero de 2008), más conocido como César Bertrand, fue un actor, humorista y guionista argentino.

## Biografía
Su padre, de nombre César Javier Caumont, era pianista. El apellido de su madre era Pagliettini.
A partir de los 15 años de edad, incursionó en radioteatros y teatro independiente. A principios de los años sesenta, se radicó en Montevideo, Uruguay donde realizó teleteatros.
En los comienzos de Canal 4 (de Montevideo), participó en el Grupo de los Diez (comparable con el Clan Stivel de Buenos Aires). En 1966 regreso a Buenos Aires con la propuesta de Rodolfo Bebán de estrenar La extraña pareja en el teatro Astral. En 1961 debutó en cine en la película Libertad bajo palabra, de Alfredo Bettanín, con Ubaldo Martínez y Lautaro Murúa.
Luego le siguieron 15 películas más, entre ellas, Hipólito y Evita, Basta de mujeres, Fotógrafo de señoras, Departamento compartido, El manosanta está cargado, entre otras.
Durante una década realizó temporadas en compañías revisteriles, y en 1967 integró el elenco de Operación jajá junto a otros grandes cómicos del momento y formó parte del elenco de La dama del Maxim, cuyas temporadas se hicieron en el teatro Astral. En 1972 participó en la telenovela Malevo, con Rodolfo Bebán.
A partir de los años setenta comenzó a actuar en películas picarescas protagonizadas por Alberto Olmedo y Jorge Porcel; también incursionó en comedias protagonizadas por Olmedo dirigidas por
Hugo y Gerardo Sofovich en ciclos televisivos como No toca botón, con Vicente La Russa, Délfor Medina, Adrián Martel, etc, donde se destacó realizando varios papeles y adquirió mucha popularidad.

Con personajes como el jefe de policía de Costa Pobre, el paciente amanerado del psicólogo (que se dormía ante sus confesiones e inevitablemente lo despedía con una palmadita en el trasero), y el compañero de oficina de Pérez, "Gorostiaga", en el sketch «Éramos tan pobres». [...] Fue un eficaz complemento en eso de improvisar y seguirle el juego al rosarino, habitualmente desde su imagen de muchacho porteño, calavera y buen bebedor.
Jorge Nielsen, La magia de la televisión argentina

Tras la muerte de Alberto Olmedo trabajó en contadas oportunidades. Su última aparición cinematográfica fue en La herencia del tío Pepe, de Hugo Sofovich en 1997. En los años 1990 fue convocado para hacer de padre en la obra teatral En familia de Florencio Sánchez, dirigida por Alberto Ure en el Teatro Nacional Cervantes. También se lució en el Teatro Municipal General San Martín, donde estelarizó El Clú. El patio de la Morocha y La importancia de ser ladrón. A mediados de los años noventa, se destacó en el Teatro Municipal Presidente Alvear en la obra Por amor al Arlt, bajo la exquisita dirección de Ismael Paco Hasse.
Falleció el 11 de enero de 2008 a los 73 años en Buenos Aires por una enfermedad que padecía de hacía varios meses.
Fue enterrado en el Panteón de Actores del Cementerio de la Chacarita. Solamente faltaba una semana para cumplir sus 74 años.
Su primera esposa se llamaba Elena Kelner, con quien tuvo a su hijo mayor, el cantante Javier Caumont.
Su segunda esposa fue la actriz María Rosa Fugazot, con quien tuvieron al actor y director René Bertrand, nacido en 1971.

## Filmografía[8]
- 1961: Libertad bajo palabra, como el hombre en el teatro.
- 1973: Los caballeros de la cama redonda.
- 1973: Hipólito y Evita.
- 1977: Basta de mujeres.
- 1978: Fotógrafo de señoras.
- 1979: El rey de los exhortos, como Luis.
- 1979: Expertos en pinchazos, como el oficial en la comisaría.
- 1979: Las muñecas que hacen ¡pum!, como el gay.
- 1980: La noche viene movida.
- 1980: Así no hay cama que aguante.
- 1980: A los cirujanos se les va la mano.
- 1980: Departamento compartido.
- 1981: Te rompo el rating.
- 1981: Las mujeres son cosa de guapos.
- 1987: El manosanta está cargado, como César.
- 1998: La herencia del tío Pepe.